# Euptychia weyrauchi
Euptychia weyrauchi är en fjärilsart som beskrevs av Hayward 1964. Euptychia weyrauchi ingår i släktet Euptychia och familjen praktfjärilar. Inga underarter finns listade i Catalogue of Life.